# Epidendrum spruceanum
Epidendrum spruceanum är en orkidéart som beskrevs av John Lindley. Epidendrum spruceanum ingår i släktet Epidendrum och familjen orkidéer. Inga underarter finns listade i Catalogue of Life.